# Рикардианска икономика
Рикардианската икономика е икономическа система, разработена от английския икономист Дейвид Рикардо в началото на XIX век.
Повлиян от Адам Смит, Рикардо създава една от първите цялостни модели в икономическата наука, включващ теорията за сравнителното предимство, теория на рентата и трудовата теория за стойността. Рикардианската икономика е системанизация на класическата икономика и оказва силно въздействие върху икономическите теории на Карл Маркс и Алфред Маршал.